# Universidad de Bombay
La Universidad de Mumbai es una de las primeras universidades estatales de la India y la más antigua de Maharashtra.
Ofrece cursos de licenciatura, maestría y doctorado, así como diplomas y certificados en muchas disciplinas. El idioma de instrucción para la mayoría de los cursos es el inglés. La Universidad de Mumbai tiene tres campus en Bombay (Kalina Campus, Thane Sub Campus y Fort Campus) y uno fuera de Mumbai y cuenta con 711 colegios afiliados. El campus de Fort realiza trabajo administrativo solamente. Varios institutos en Bombay anteriormente afiliados a la universidad ahora son institutos o universidades autónomos. En 2011, el número total de estudiantes matriculados fue de 549 432. 

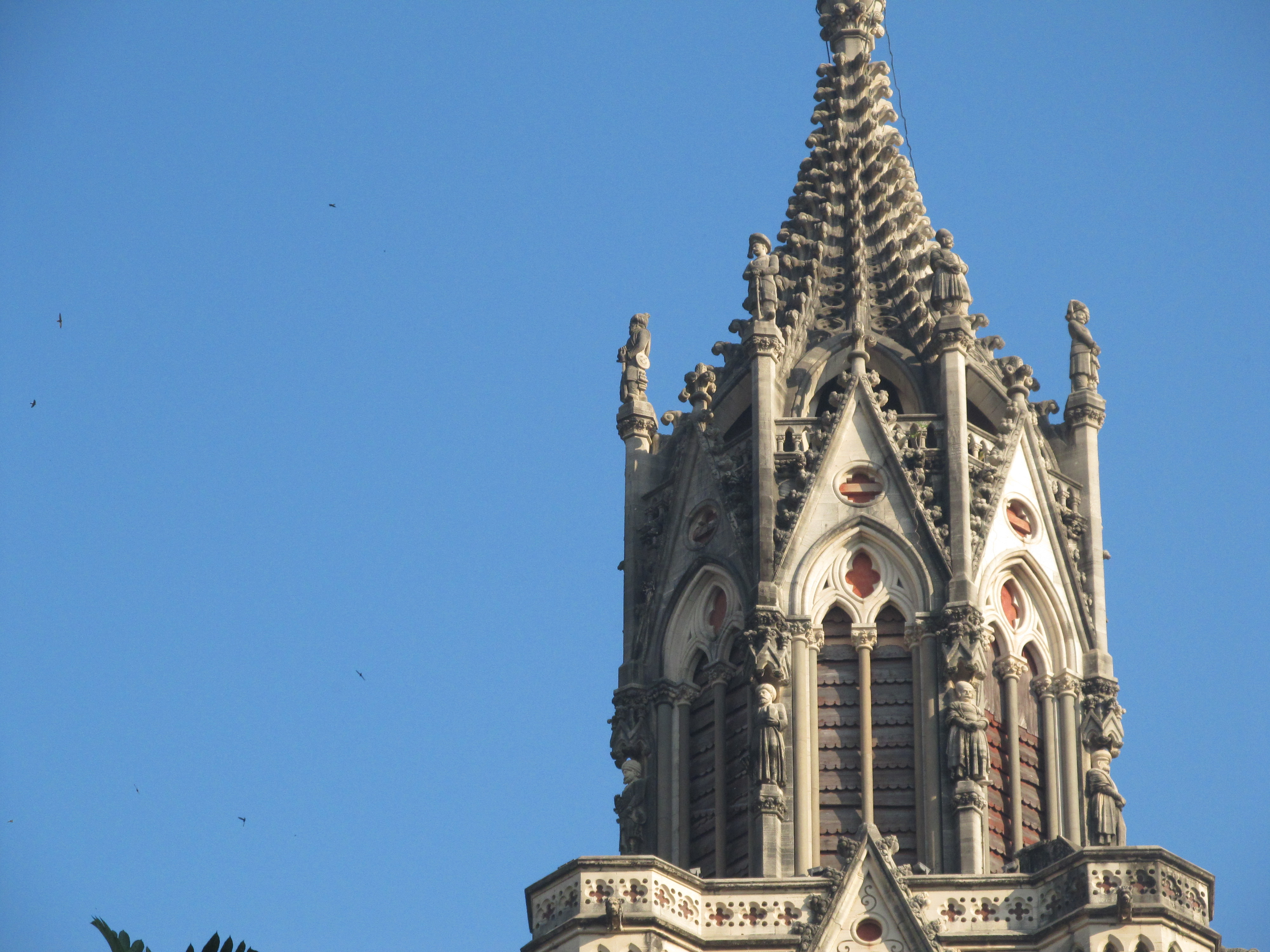

## Historia
La universidad de Mumbai se estableció en 1857 después de la presentación de una petición de la Asociación Bombay al gobierno colonial británico en la India. La universidad fue modelada en universidades similares en el Reino Unido, específicamente en la Universidad de Londres.
Los primeros departamentos establecidos fueron la Facultad de Letras en Elphinstone College en 1835 y la Facultad de Medicina en Grant Medical College en 1845. Ambas facultades existían como instituciones educativas independientes antes de que se fundara la universidad y entregaron sus privilegios de otorgamiento de títulos a esta. Los primeros títulos concedidos en 1862 fueron Licenciado en Artes y Licenciado en Medicina.
Inicialmente, el ayuntamiento en Bombay se usó como las oficinas de la universidad.
Hasta 1904, la universidad solo realizó exámenes, otorgó afiliaciones a las universidades, desarrolló planes de estudio y produjo directrices para las universidades que desarrollan los planes de estudios.  Los departamentos de enseñanza, las disciplinas de investigación y los cursos de postgrado se introdujeron a partir de 1904 y se establecieron varios departamentos adicionales. Después de que India logró la independencia en 1947, las funciones y poderes de la universidad se reorganizaron bajo la Ley de la Universidad de Bombay de 1953.  El nombre de la universidad se cambió de la Universidad de Bombay a la Universidad de Mumbai en 1996. 
En 1949, la inscripción de estudiantes fue de 42,272 con 80 colegios afiliados. En 1975, estos números habían crecido a 156,190 y 114, respectivamente.

## Campos
Campo Kalina 
El campus de Kalina en los suburbios de Bombay tiene una superficie de 93 hectáreas (230 acres) y alberga centros de formación e investigación para graduados. Los departamentos que ofrecen cursos en ciencias, tecnología, comercio y humanidades se encuentran aquí. La mayoría de las universidades de ingeniería y medicina afiliadas a la Universidad de Mumbai, sin embargo, son de propiedad privada. La universidad no tiene sus propios departamentos de ingeniería o medicina.
Los centros e institutos ubicados en el campus de Kalina incluyen:
• La Casa de Examen, también conocida como Mahatma Jyotirao Phule Bhavan, alberga la oficina del Controlador de Exámenes. La evaluación centralizada de los libros de respuestas para varios departamentos se lleva a cabo en un anexo separado de cuatro pisos. Los procesos de examen se hicieron más eficientes mediante la introducción de la entrega en línea de cuestionarios para los exámenes y la evaluación de los libros de respuestas escaneando en los centros de examen remoto. El depósito académico de la universidad se inició en colaboración con CDSL en 2015. La universidad es la primera universidad en el país en comenzar un depósito académico
• Centro Nacional de Nanociencias y Nanotecnología - una instalación de investigación
• Departamento de Biofísica : el único departamento de este tipo en el oeste de India
• Biblioteca Jawaharlal Nehru
•Instituto Garware de Educación y Desarrollo Profesional, cuyos cursos incluyen transcripción médica y cursos de gestión, tales como gestión empresarial agrícola, gestión farmacéutica y gestión del turismo
• MAST (मस्त) FM, la estación de radio del campus de la universidad que opera a una modulación de frecuencia de 107.8 MHz

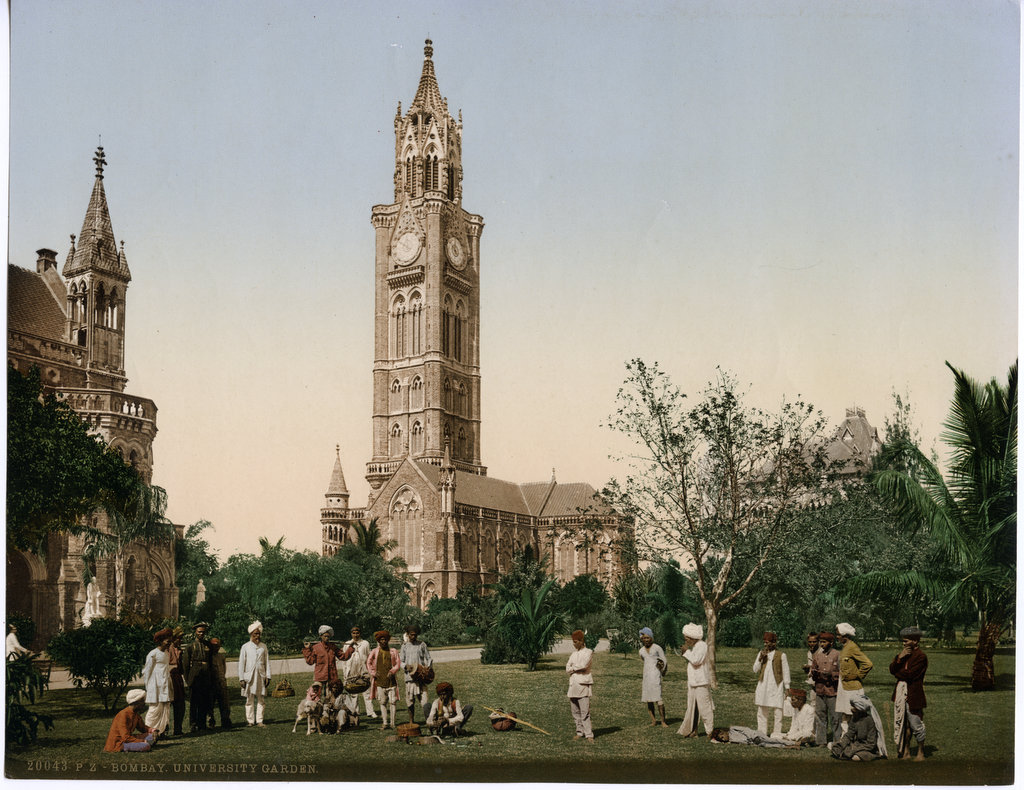
Jardín de la Universidad de Bombay, hacia 1890

• Museo Numismático Alkesh Dinesh Mody que alberga muestras de moneda de todo el mundo
• Alkesh Dinesh Mody Instituto de Estudios Financieros y de Gestión (ADMI) que ofrece programas BMS, MFSM y MMS [8]
• Departamento de Estudios Murales Extra que lleva a cabo cursos de fin de semana en muchos discípulos que incluyen astronomía , astrofísica , taxonomía de plantas y animales, robótica de hobby y electrónica de hobby
• El Instituto de Distancia y Aprendizaje Abierto (IDOL) que ofrece cursos en humanidades, ciencias, comercio, informática y tecnología de la información
• Western Regional Instrumentation Center (WRIC): una instalación de investigación y capacitación para ingeniería de instrumentación y ciencia
• Centro de Estudios Africanos
• Centro de Estudios Euroasiáticos
• Una rosaleda donde se han cultivado más de cien variedades de rosa
• Centro Marathi Bhasha Bhavan que lleva a cabo actividades académicas y culturales asociadas con el idioma marathi

## Campo Thane
El campus de Thane, establecido en 2014, abarca un área de 2,4 hectáreas (6 acres) y es un complejo moderno de dos plantas. Alberga oficinas administrativas, 

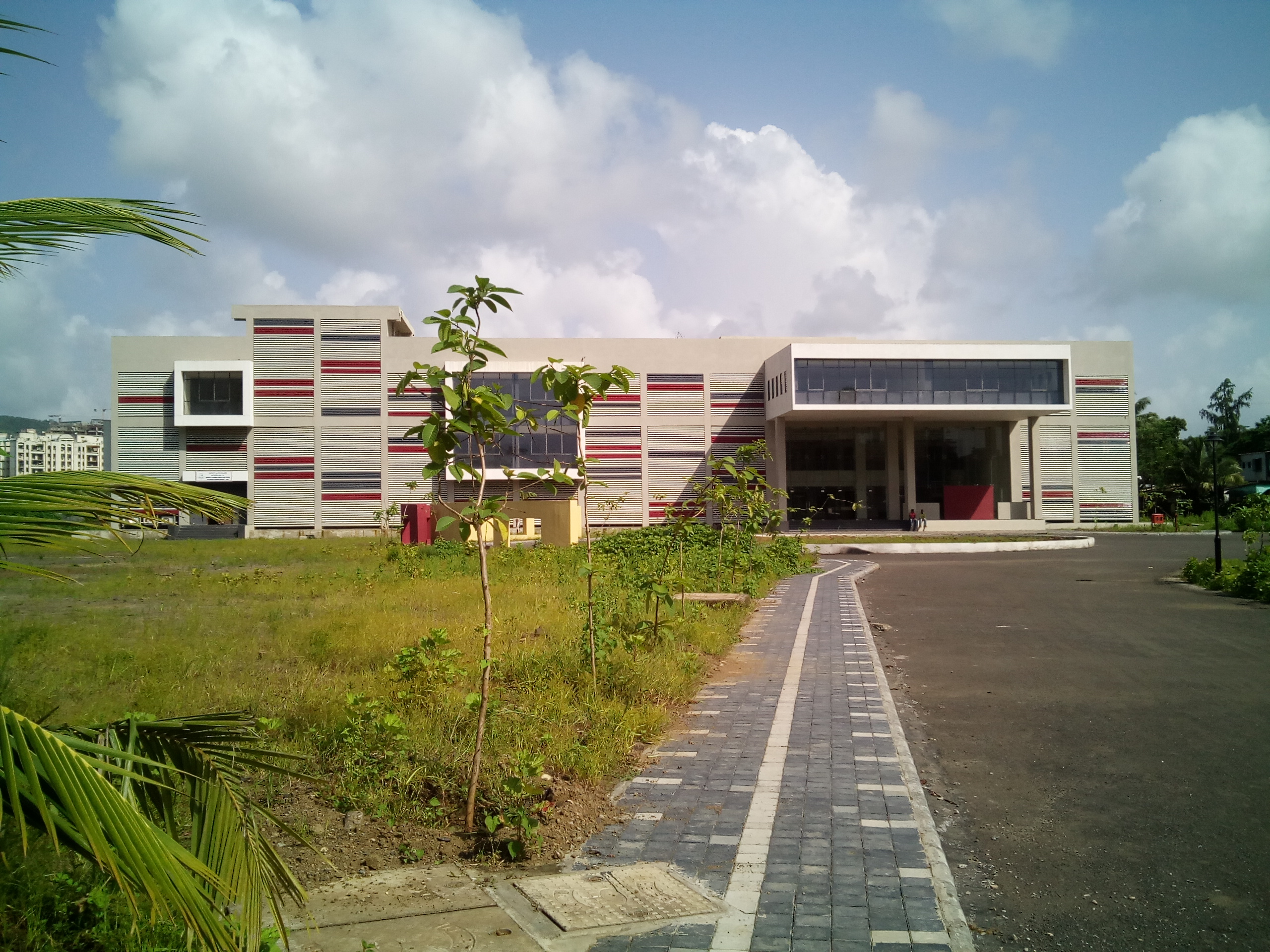
facultad de Derechos

la Facultad de Derecho de la Universidad de Mumbai y también lleva a cabo cursos de gestión.

## Campo Fort
La Universidad de Bombay se estableció en 1857 en el campus de Fort , que se encuentra cerca del extremo sur de Bombay. Alberga la división administrativa de la universidad en un sitio de 5.3 ha (13 acres). Tiene 116,000 m 2 (1,25 × 10 6 pies cuadrados) de área urbanizada, 2,000 m 2 (22,000 pies cuadrados) de aulas y 7,800 m 2 (84,000 pies cuadrados) de espacio de laboratorio. Hay dos centros de postgrado, 354 universidades afiliadas y 36 departamentos. Está construido en estilo gótico y la Torre del Reloj Rajabai se encuentra en el césped del campus.

## Campo Ratnagiri
Este campus menor, que se ejecuta principalmente cursos extramuros, se encuentra en la ciudad de Ratnagiri.

## Institutos destacados
Varios departamentos de la Universidad de Mumbai están ubicados lejos de los tres campus de Bombay. Estos incluyen los departamentos de Medicina e Investigación Médica ubicados en varios hospitales prominentes en Bombay, como el Tata Memorial Hospital,Bombay Hospital y GS Medical College y King Edward Memorial Hospital.El Instituto de Tecnología Química , entonces conocido como UDCT, fue originalmente una institución de MU, pero más tarde ganó el estatus de universidad. Tata Memorial Hospital está ahora afiliado al Instituto Nacional Homi Bhabha.
Del mismo modo, el Instituto Tecnológico Veemata Jijabai fue el primer Instituto de Ingeniería en la Universidad de Mumbai (1887) y Thadomal Shahani Engineering College fue el primer colegio de ingeniería en la Universidad de Mumbai en comenzar cursos en Ingeniería Informática,Tecnología de la Información, Ingeniería Electrónica y Ingeniería Biomédica .Sardar Patel College of Engineering es otra universidad de ingeniería afiliada a la Universidad.
El Instituto de Estudios de Gestión Jamnalal Bajaj se estableció en 1965 en colaboración con la Escuela de Negocios de Stanford Graduate School of Stanford University.

## Universidades asociadas
Se han firmado Memorandos de Entendimiento con la Universidad de Ámsterdam , la Universidad de Bath , la Universidad Liverpool Hope , la Universidad Ryerson , la Escuela de Administración IESEG , la Universidad Logística Kühne , la Universidad Tecnológica de Tianjin , la Universidad Nankai en China y la Universidad Edith Cowan en Australia.